# ¡Al fin, solos!
¡Al fin, solos! (título original en alemán, Endlich allein) es una opereta en tres actos con música del compositor austro-húngaro Franz Lehár y libreto en alemán de Alfred Maria Willner y Robert Bodanzky. Se estrenó en el Theater an der Wien de Viena el 30 de enero de 1914.
Endlich allein fue adaptada al castellano por Emilio González del Castillo con el título ¡Al fin, solos! y estrenada en el Teatro de la Zarzuela de Madrid el 12 de diciembre de 1914.
La obra fue revisada por el compositor dieciséis años después de su estreno para convertirse en vehículo de lucimiento de Richard Tauber, el gran intérprete de las operetas de Lehár. Con el título de Schön ist die Welt y libreto firmado por Ludwig Herzer y Fritz Löhner-Beda dicha revisión fue estrenada el 3 de diciembre de 1930 en el Metropol Theater de Berlín.

## Reparto del estreno
| Papel (Viena / Madrid)                               | Tipología vocal | Reparto del estreno absoluto, Viena, 30 de enero de 1914 | Reparto del estreno de la adaptación castellana, Madrid, 12 de diciembre de 1914 |
| ---------------------------------------------------- | --------------- | -------------------------------------------------------- | -------------------------------------------------------------------------------- |
| El príncipe heredero Georg / Barón Frank Hansen      | tenor           | Hubert Marischka                                         | Sr. Meana                                                                        |
| El rey, su padre / El Conde de Spleningen            | barítono        | Paul Guttmann                                            | Sr. López                                                                        |
| Elisabeth, princesa de Lichtenberg / Dolly Doverland | soprano         | Louise Kartousch                                         | Srta. Marco                                                                      |
| Duquesa Maria Brankenhorst, su tía / Baronesa Dachau | mezzosoprano    | Mizzi Schulz                                             | Sra. Romero                                                                      |
| Mercedes del Rossa, primaballerina / -               | soprano         | Mizzi Günther                                            |                                                                                  |
| Conde Sascha Karlowitz, ayuda de cámara del rey / -  | tenor           | Ernst Tautenhayn                                         |                                                                                  |